# Ecliptica
Ecliptica – pierwszy album fińskiego zespołu power metalowego Sonata Arctica wydany w 1999 nakładem Spinefarm Records w Europie i Century Media Records w USA.

## Lista utworów
1. "Blank File" - 4:05
2. "My Land" - 4:30
3. "8th Commandment" - 3:41
4. "Replica" - 4:55
5. "Kingdom for a Heart" - 3:51
6. "FullMoon" - 5:06
7. "Letter to Dana" - 6:00
8. "UnOpened" - 3:42
9. "Picturing the Past" - 3:36
10. "Destruction Preventer" - 7:40
11. "Mary-Lou" - 4:36 (utwór dodatkowy na niektórych wydaniach)
12. "Letter to Dana (Returned to Sender)" - 4:39 (utwór dodatkowy na reedycji z roku 2008)

## Twórcy
- Tony Kakko – śpiew, instrumenty klawiszowe
- Jani Liimatainen – gitary elektryczne
- Janne Kivilahti – gitara basowa
- Tommy Portimo – perkusja
- Raisa Aine – flet w utworze "Letter to Dana"